# 埃爾斯沃思 (明尼蘇達州)
埃爾斯沃思（英語：Ellsworth）是一個位於美國明尼蘇達州諾布爾斯縣的城市。

## 人口

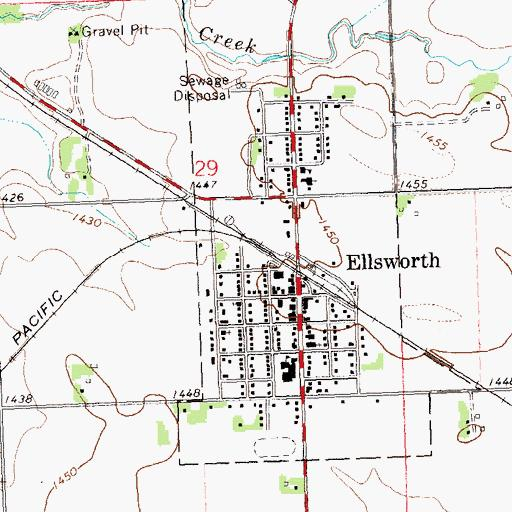
埃爾斯沃思的地形圖

根據2020年美國人口普查的數據，埃爾斯沃思的面積為1.71平方千米，皆為陸地。當地共有人口497人，而人口密度為每平方千米291人。